# 卡爾霍恩鎮區 (阿肯色州普雷里縣)
卡爾霍恩鎮區（英語：Calhoun Township）是位於美國阿肯色州普雷里縣的一個行政鎮區。

## 地方資料
卡爾霍恩鎮區的面積為151.72平方千米，當中陸地面積為146.57平方千米，而水域面積為5.15平方千米。根據2010年美國人口普查的數據，當地共有人口300人，而人口密度為每平方千米1.98人。